# Grand Theft Auto IV: The Lost and Damned
Grand Theft Auto IV: The Lost and the Damned és un episodi descarregable per al videojoc Grand Theft Auto IV, en la versió de Xbox 360. L'episodi està desenvolupat per Rockstar North i estigué disponible per a baixar des del 17 de febrer de 2009. L'episodi fou protagonitzat per Johnny Klebitz, un membre de la banda de motoristes de Liberty City, The Lost. "Johnny és un personatge molt diferent a Niko, amb un context també diferent", comentava Dan Houser. Aquest episodi inclou noves armes i vehicles, així com a opcions de joc per al mode multijugador. "Fer aquests episodis ens ha permès expandir l'experiència narrativa amb el món del joc d'una forma innovadora", declara Houser. Una altra de les novetats són les cançons de música. A més, el fil argumental del joc està relacionat amb la història de Niko Bellic, i es connecta amb la història principal de l'aventura en algun moment. El preu oficial és de 1600 Microsoft Points (€20).

## Argument
Johnny Klebitz és un membre veterà de The Lost, una banda de motoristes destacada. Johnny ha estat fent certs negocis per a The Lost a Liberty City, però la seva lleialtat es posarà a prova a la tornada de Billy Grey, el president del club. Encara que, quan Billy torna de la seva rehabilitació s'entesta a fer un vessament de sang, Johnny es trobarà enmig d'una guerra amb les bandes rivals pel control d'una ciutat destrossada en part per la violència i la corrupció.

## Desenvolupament
Rockstar Games ha desenvolupant contingut episòdic exclusiu per a la versió d'Xbox 360. El primer episodi, titulat The Lost and Damned, ha estat llançat a Xbox Live el 17 de febrer de 2009. L'episodi se centra en un nou personatge central, Johnny Klebitz, que és un membre de la colla de motociclistes de Liberty City, The Lost, una colla que està present en diverses missions de GTA IV. Dan Houser, vicepresident del desenvolupament creatiu a Rockstar Games, afirma que l'episodi mostrarà "una cara diferent de Liberty City". Jeronimo Barrera, Vicepresident de Desenvolupament de Productes de Rockstar Games, ha dit que els episodis seran un experiment perquè no estan segurs que hi ha prou usuaris amb accés al contingut en línia a l'Xbox 360. El gerent de finances de Take-Two Interactive, Lainie Goldstein va revelar que Microsoft estava pagant un total de $50 milions pels primers dos episodis.
El contingut va ser anunciat durant la conferència de premsa de Microsoft en l'E³ del 9 de maig del 2006. Peter Moore, per eixe llavors cap de la divisió Interactive Entertainment Business de Microsoft va descriure el contingut descarregable com "paquets episòdics èpic", i no solament un cotxe o un personatge extra. Un comunicat de premsa durant la conferència va afirmar que els paquets agregarien "hores senceres de nou joc". El 20 de febrer de 2008, va ser inicialment anunciat que el contingut extra seria introduït al començament d'agost del mateix any. Com a part dels seus informes financers del seu segon trimestre Take-Two anuncià que el contingut descarregable havia estat retardat i seria llançat durant el primer trimestre del seu any financer de 2009 (novembre de 2008–gener de 2009). El 13 de novembre de 2008, el president executiu de Take-Two, Strauss Zelnick, digué que mentre estan planejant publicar el primer episodi al voltant de gener de 2009, aquesta data es podria canviar al segon trimestre financer (febrer-abril) depenent de la data de finalització.

## Novetats
Per a aquest episodi s'anuncien diverses novetats respecte a Grand Theft Auto IV com:
- Noves missions i un nou argument que entrellaçar amb la història original del joc.
- Experimenta Liberty City en aquesta ocasió amb la perspectiva i la manera de vida d'una banda de motoristes.
- Nous vehicles més tota una col·lecció de motos que inclou la moto de Johnny que ell mateix ha personalitzat.
- Nova i millorada física i maneig de les motos.
- Noves opcions en els modes multijugador.
- Nous continguts a la televisió, ràdio i Internet.
- Més missions ocultes i nous èxits.

### Armes
- Llançagranades: Dispara una granada, a una major velocitat i amb més precisió que qualsevol llançat a mà.
- Escopeta d'assalt: Aquesta escopeta totalment automàtica és molt potent i molt eficaç en atacar diversos objectius a la vegada i pot destruir els vehicles ràpidament.
- Pal de billar: Utilitza com el Bat de beisbol.
- Bomba casolana: Aquest explosiu és casolà, però produeix una gran explosió.
- Escopeta retallada: Produeix una gran explosió i és mortal a curta distància.
- 9mm: Només requereix una tirada del disparador per buidar el cartutx i és molt precisa.